# Старые Сулли
Старые Сулли (баш. Иҫке Сүлле) — село в Ермекеевском районе Республики Башкортостан Российской Федерации. Административный центр Старосуллинского сельсовета.

## География

### Географическое положение
Расстояние до:
- районного центра (Ермекеево): 16 км,
- ближайшей ж/д станции (Приютово): 46 км.

## История
В «Списке населенных мест по сведениям 1870 года», изданном в 1877 году, населённый пункт упомянут как деревня Старые Сулли 2-го стана Белебеевского уезда Уфимской губернии. Располагалась при речке Сулли, на коммерческом тракте из Белебея в Бугульму, в 35 верстах от уездного города Белебея и в 20 верстах от становой квартиры в селе Верхне-Троицкий Завод. В деревне, в 86 дворах жили 476 человек (235 мужчин и 241 женщина, башкиры, татары), были мечеть, училище. Жители занимались пчеловодством.

## Население
| 2002 | 2009 | 2010 |
| ---- | ---- | ---- |
| 378  | ↘366 | ↘342 |

Национальный состав
Согласно переписи 2002 года, преобладающие национальности —  башкиры (0 %), русские (0%), татары (-100 %).